# Банугупта
Банугупта — один з місцевих правителів династії Гуптів.

## Життєпис
Є одним із менш відомих королів династії Гуптів. Він відомий лише з напису в Ерані та згадки в «Манджушрі-мула-кальпі». У написі з напису на кам'яному стовпі в Ерані, де згадується лише як «раджа», тому можливо Банугупта міг бути лише намісником регіону Малва під час Нарасімагупти II.
Близько 510 року браву часть у битві проти Дронасінха, магараджи Держави Майтрака. Згідно «Манджушрі-мула-кальпа», під тиском алхон-гунінна чолі із Тораманою Банугупта втратив Малву, після чого Торамана продовжив завоювання, змусивши Нарасімхагупту II відступити до власне Магадзи. За цим Торамана коронував новим магараджею в Бенаресі іншого представника династії Гуптів — Пракатадітью (Пракасадітью). Подальша доля Банугупти не відома.